# Enfermedad de Baló
La enfermedad de Baló o esclerosis concéntrica de Baló es una enfermedad neurológica rara, caracterizada por la desmielinización (pérdida rápida, y progresiva de la envoltura de mielina, que es la cubierta grasa que rodea las fibras nerviosas) en el cerebro.
Se caracteriza por lesiones concéntricas con grandes olas concéntricas de desmielinización y remielinización. Las resonancias muestran realce en anillo con Di-s, aumento de la señal en FLAIR, lesiones en anillo mediante difusión ponderada de imágenes, y los cambios relacionados en coeficiente de difusión. Hay pérdida de la glicoproteína asociada a la mielina y apoptosis de oligodendrocitos. Las áreas desmielinizadas son ricas en óxido nítrico sintetasa (iNOS).
Un acondicionado hipóxico puede explicar los anillos, donde la hipoxia subletal ofrece resistencia a las lesiones más tarde. Inducible por hipoxia de factor-1-alpha (HIF) se incrementa en el borde exterior de tejido conservado (Stadelmann et al 2005, Normal Appearing White Matter).
Esta enfermedad afecta típicamente a niños, aunque algunos casos se han descrito en adultos. Los síntomas incluyen parálisis progresiva, espasmos involuntarios del músculo, y otros problemas neurológicos.
Los síntomas de la enfermedad de Balo varían según las áreas del cerebro que se afecten. Las lesiones desmielinizantes cerebrales se pueden localizar en cualquier parte del cerebro (es decir, cerebro, cerebelo, o tronco cerebral). Las lesiones consisten en placas irregulares de desmielinización que se extienden en una serie de círculos concéntricos.
Los síntomas de la enfermedad de Baló pueden amenazar gravemente la vida, al progresar en unas semanas, o evolucionar más lentamente durante un tiempo de 2 a 3 años.